# Earwig
Earwig is het tweede studioalbum van de Amerikaanse punkband Pegboy. Het album werd uitgegeven als lp, cd en muziekcassette op 24 oktober 1994 via het platenlabel Quarterstick Records, een sublabel van het grotere Touch and Go Records. Earwig is het eerste album van Pegboy waar Pierre Kezdy aan heeft meegewerkt. Hij verving in 1994 bassist Steve Albini.

## Nummers
Het nummer "Revolver" is een cover van het nummer "That's When I Reach for My Revolver" van de Amerikaanse band Mission of Burma.
1. "Line Up" - 2:34
2. "Sinner Inside" - 2:26
3. "Gordo" - 2:50
4. "Side Show" - 3:13
5. "Spaghetti Western" - 2:34
6. "Revolver" - 4:09
7. "You" - 2:56
8. "Blister" - 2:30
9. "Wages of Sin" - 2:48
10. "Mr. Pink" - 2:05
11. "Over the Hills" - 2:43
12. "Louisiana" - 3:17

## Band
- Larry Damore - zang
- Joe Haggerty - drums
- John Haggerty - gitaar
- Pierre Kezdy - basgitaar